# Card kỹ xảo
Card kỹ xảo hay còn gọi card bắt hình là thiết bị gắn thêm vào máy tính thông qua khe PCI EXPRESS hoặc cổng USB, nó có nhiệm vụ chuyển toàn bộ tín hiệu phát ra từ đầu máy video thành loại tín hiệu mà máy tính có thể hiểu và ghi lại được (quá trình số hóa băng video).Card bắt hình thường được sử dụng bởi các đài chuyền hình lớn. Nó trở nên phổ biến khi phong trào livestream bùng nổ với công dụng phát luồng stream (luồng dữ liệu) lên mạng mà không ngốn bất kì dung lượng tải của phần cứng, đặc biệt khi vừa livestream và vừa chơi game trên máy cùng lúc. 